# 社会党 (2000年)
社会党（しゃかいとう）は、元日本社会党国会議員の上田哲が2000年の第42回衆議院議員総選挙に出馬するために設立した地域政党。上田が委員長となり、略称を「社会」として比例東京ブロックに候補者を擁立したが、議席を獲得することはできなかった。

## 概要
- 第42回総選挙比例代表東京ブロックにおいて10万票を獲得し、当時の既成政党で扇千景が党首の保守党や徳田虎雄代表の自由連合より上回った。
- 比例代表東京ブロックで10万票を獲得したことに対して、田原総一朗は、既成政党の保守党や自由連合より上回った事を評価している。
- 一方社会民主党は「社会党」の立候補届出に対し、「社民党と意図的に混同させようとするもの」と批判。「社民党の得票を盗み取ろうとしている」として一時は訴訟まで検討していた。従来比例代表で「社会」「社会党」と記された票は社民党の得票となっていたが、第42回総選挙比例代表東京ブロックについては「社会党」の得票とされた。政策・主張自体には大差がなかったこともあり、実際に両者を混同した有権者もいたものと見られ、「社会党」の得票が伸びにつながったものとも考えられる。
- 選挙ポスターには大きく「怒」の文字を書いており、田原総一朗は司会を務めていた『サンデープロジェクト』で社民党の土井たか子に「ポスターの『怒』はどういう意味?」と聞いており、田原も社会党と社民党を混同していた。
- 「1回10円の電話で、政府に怒りをぶつけよう」という、「10円玉運動」というものを提唱していた。